# 李培武
李培武（1961年11月—），山东成武人，中国农业科学院油料作物研究所研究员，中国工程院院士，现任国家农业检测基准实验室（生物毒素）、农业部生物毒素检测重点实验室油料及农业部制品质检中心常务副主任。

## 生平
1986年毕业于南京农业大学。